# ウォルター・ゴテル
ウォルター・ゴテル（Walter Gotell、1924年3月15日 - 1997年5月5日）は、ドイツ・ボン出身の俳優。1930年代に両親とイギリスに移住して、のちにイギリス国籍を得た。
007シリーズに於いて、10作目の『007/私を愛したスパイ』以降の計6作品で、KGBのアナトール・ゴゴール将軍役を演じた事で知られる。また同シリーズ2作目『007/危機一発』でも別の人物役を務めている。

## 出演作品
- パペット・マスター3／ナチス大決闘
- 女囚特捜班サマンサ
- レディ・ジェイソン 地獄のキャンプ
- 007 リビング・デイライツ
- 愛と哀しみのマンハッタン（上・下）
- KGB闇の戦士
- 007 美しき獲物たち
- エアウルフ3／HX-1を追え！
- 超音速攻撃ヘリ・エアーウルフ　シーズン1
- 007 オクトパシー
- 007 ユア・アイズ・オンリー
- 復讐
- ロンドン・コネクション
- さらばキューバ
- 007 ムーンレイカー
- ブラジルから来た少年（ムント）
- ザ・スタッド
- 外人部隊フォスター少佐の栄光
- 将軍暗殺
- ブラック・サンデー
- 007 私を愛したスパイ
- エンドレスナイト
- 黄金線上の男
- 鉄海岸総攻撃
- ロード・ジム
- 寒い国から帰ったスパイ
- 呪われた者たち
- 007 ロシアより愛をこめて
- 剣豪ランスロット
- 北京の55日
- ミサイル珍道中
- 虚偽の情報
- ナバロンの要塞
- 悪党カシム
- ジャングルの決闘
- 赤いベレー
- アフリカの女王
- 木馬
- 熱砂の掟